# إبراهيم المسماري
إبراهيم خميس سرحان المسماري (مواليد 27 يونيو 1993-)، لاعب كرة قدم إماراتي يجيد اللعب في الهجوم مع نادي الإمارات.

## مسيرة اللاعب
لعب في نادي الفجيرة ونادي اتحاد كلباء ونادي عجمان ونادي البطائح ونادي مصفوت ونادي الإمارات.

## روابط خارجية
- إبراهيم المسماري على موقع Soccerway.com (الإنجليزية)
- إبراهيم المسماري على موقع كووورة